# Comes a Time
Albums de Neil Young
Decade
(1977) Rust Never Sleeps
(1979)
Singles
1. Comes a Time
Sortie : 1978
2. Four Strong Winds
Sortie : février 1979

Comes a Time est le neuvième album studio de l'auteur-compositeur-interprète américano-canadien Neil Young. 
L'album, qui est à dominante acoustique, dans un esprit country rock/folk rock proche de l'album Harvest paru en 1972, est sorti le 2 octobre 1978 sur le label Reprise Records.

## Historique
Cet album, comme son prédécesseur, American Stars 'n Bars, fut enregistré sur une très longue période allant du 28 novembre 1975 au 21 novembre 1977 dans pas moins de six studios différents. Il fut produit, selon les titres par Neil Young, Ben Keith, David Briggs et Tim Mulligan. Sur les chansons Look Out for My Love et Lotta Love, Neil est accompagné par le groupe Crazy Horse dans sa version la plus soft. Sur la plupart des titres, Nicolette Larson assure les harmonies vocales et chante Motorcycle Mama en duo avec Neil, titre sur lequel J.J. Cale est invité à la guitare électrique. 
L'album se clôt par une reprise du standard folk canadien, Four Strong Winds, écrit par Ian Tyson et enregistré en 1963 par le duo Ian and Sylvia. Ce titre est aussi le deuxième single issu de cet album, il se classa à la 61e place du Hot 100 aux États-Unis .
Nicolette Larson réenregistra Lotta Love pour son album, Nicolette et sortit le titre en single. Ce dernier se classa à la 8e place du Hot 100 aux États-Unis .
Il se classa dans le top dix des charts de plusieurs pays dont les États-Unis, le Canada où les Pays-Bas, mais c'est en France qu'il eut son meilleur classement, la seconde place. Il y sera aussi certifié double disque d'or pour plus de 200 000 exemplaires vendus.
L'album était pressenti initialement pour s'intituler Ode to the Wind.

## Liste des titres
Toutes les chansons sont écrites et composées par Neil Young sauf Four Strong Winds de Ian Tyson.
| 1. | Goin Back                               | Young, Keith, Mulligan  | 4:43 |
| 2. | Comes a Time                            | Young, Keith, Mulligan  | 3:05 |
| 3. | Look Out for My Love (avec Crazy Horse) | Young, Briggs, Mulligan | 4:06 |
| 4. | Lotta Love (avec Crazy Horse)           | Young, Briggs, Mulligan | 2:40 |
| 5. | Peace of Mind                           | Young, Keith, Mulligan  | 4:06 |

| 6.  | Human Highway                           | Young, Keith, Mulligan | 3:09 |
| 7.  | Already One                             | Young, Keith           | 4:53 |
| 8.  | Field of Opportunity                    | Young, Mulligan        | 3:08 |
| 9.  | Motorcycle Mama (avec Nicolette Larson) | Young, Keith, Mulligan | 3:08 |
| 10. | Four Strong Winds                       | Young, Keith, Mulligan | 4:07 |

## Musiciens
- Neil Young – Guitare, harmonica, chant
- J.J. Cale – Guitare électrique
- Crazy Horse
  - Frank Sampedro – Guitare, piano, chœurs (3, 4)
  - Billy Talbot – Basse, chœurs (3, 4)
  - Ralph Molina – Batterie, chœurs (3, 4)
  - Tim Mulligan – Saxophone
- Nicolette Larson – Chœurs, harmonie
- Ben Keith – Pedal steel guitar
- Tim Drummond – Basse
- Spooner Oldham – Piano
- Rufus Thibodeaux – Fiddle
- Farrel Morris – Percussions
- Rita Fey – Autoharp
- Joe Osborn – Basse
- Karl Himmel – Batterie
- Larrie Londin – Batterie

## Guitares acoustiques
Grant Boatwright, 
John Christopher, 
Jerry Shook, 
Vic Jordan, 
Steve Gibson, 
Dale Sellers, 
Ray Edenton.

## Cordes
Shelly Kurland, 
Stephanie Woolf, 
Marvin Chantry, 
Roy Christensen, 
Gary Vanosdale, 
Carl Goroditzby, 
George Binkley, 
Steve Smith, 
Larry Harvin,
Larry Lasson, 
Carol Walker, 
Rebecca Lynch, 
Virginia Ghristensen, 
Maryanna Harvin, 
George Kosmola, 
Martha Mccrory.

- Direction des violons par Chuck Cochran sauf Goin' Back & Comes A Time par Chuck Cochran & Neil Young.

## Classements et certifications

### Album
Charts
| Pays                                 | Durée du classement | Meilleur classement | Date             |
| ------------------------------------ | ------------------- | ------------------- | ---------------- |
| Canada (RPM)                         | 24 semaines         | 4e                  | 23 décembre 1978 |
| États-Unis (Billboard 200)           | 30 semaines         | 7e                  | 9 décembre 1978  |
| France (SNEP)                        | 29 semaines         | 2e                  | 27 novembre 2018 |
| Italie (FIMI)                        | 23 semaines         | 9e                  | 13 novembre 1978 |
| Norvège (VG-lista)                   | 8 semaines          | 9e                  | 6 novembre 1978  |
| Nouvelle-Zélande (RMNZ Albums Top40) | 37 semaines         | 6e                  | 22 octobre 1978  |
| Pays-Bas (MegaCharts)                | 17 semaines         | 3e                  | 28 octobre 1978  |
| Royaume-Uni (UK Albums Chart)        | 4 semaines          | 42e                 | 29 octobre 1978  |

Certifications
| Pays             | Certification | Ventes    | Date             |
| ---------------- | ------------- | --------- | ---------------- |
| États-Unis       | Or            | 500 000 + | 21 novembre 1978 |
| France           | 2 × Or        | 200 000 + | 17 octobre 2001  |
| Nouvelle-Zélande | Or            | 7 500 +   | 29 avril 1979    |
| Royaume-Uni      | Or            | 100 000 + | 12 novembre 2004 |

### Singles
| Single            | Chart              | Durée du classement | Position | Date            |
| ----------------- | ------------------ | ------------------- | -------- | --------------- |
| Comes a Time      | (Single Top 100)   | 8 semaines          | 30e      | 28 octobre 1978 |
| Four Strong Winds | (Hot 100)          | 7 semaines          | 61e      | 3 mars 1979     |
| Four Strong Winds | (RPM Top Singles)  | 9 semaines          | 61e      | 14 avril 1979   |
| Four Strong Winds | (UK Singles Chart) | 4 semaines          | 57e      | 7 janvier 1979  |

## Citations
« J'allais dans une direction et soudainement, j'ai ressenti le besoin d'aller en sens inverse, comme pour libérer quelque chose. Ma carrière semble se tisser autour d'un motif qui se répète sans cesse. »

— Neil Young, Pleine Lune, Interview de Nick Kent (Inrockuptibles 12/1992)